# CATTO (álbum)
CATTO é o terceiro álbum de estúdio da cantora e compositora brasileira Catto, lançado em 24 de novembro de 2017 pela gravadora Biscoito Fino. Foi produzido pelo músico Felipe Puperi (Wannabe Jalva e Tagua Tagua), do Rio Grande do Sul.
| “ | Este disco é uma celebração do meu retorno de Saturno. Meu brinde à beleza absoluta de tudo. Minha indulgência. O privilégio de poder contar com compositores e colaboradores que eu amo e admiro em todos os níveis. As camadas de som, palavras, imagens e catarses da minha mente. Todos os segundos que eu vivi pra cantar estas canções. E principalmente, a sincronicidade que me trouxe até elas. | ” |

Elogiado pela crítica, CATTO foi eleito o Melhor Disco do Ano pelo Correio da Bahia e pelo site Central da MPB, e figurou em diversas listas como um dos melhores álbuns de 2017 (veja categoria "Prêmios" logo abaixo). As músicas "Eu Não Quero Mais", "Lua Deserta", "Canção de Engate", "Torrente" e "Faz Parar" apareceram em diferentes listas das Melhores Canções de 2017.
Para os jornalistas Mauro Ferreira, do G1, Hagamenon Brito, do Correio da Bahia, e Eduardo Magossi, do Valor Econômico, CATTO é o melhor disco da carreira da cantora, que ainda foi chamada de "[a] melhor de sua geração". Ferreira considerou o álbum uma obra-prima, dando nota máxima. Brito elegeu como o melhor de 2017. Magossi avaliou como "arrojado e solar", comparou a carreira do cantor à do britânico David Bowie e elogiou a potência e a teatralidade de Filipe nos palcos. Thales de Menezes, da Folha de S.Paulo, disse que é um álbum de "canções poderosas". Já o jornal Metro, de Brasília, com o título "Filipe Catto melhora o que já era ótimo", comparou a qualidade do CD ao de "Melodrama", sucesso da Lorde reconhecido mundialmente: "10 músicas nota 10". O Jornal de Brasília chamou o disco de "uma jornada de autodescoberta" e, o goiano O Povo, classificou como um "pop de autoafirmação".

## Vídeos

### Videoclipes
- "Lua Deserta" - dir. Marcos Mello Cavallaria (2017)
- "Canção de Engate" - dir. Joana Linda (2018)
- "É Sempre o Mesmo Lugar" - dir. Daguito Rodrigues (2019)
- "Eu Não Quero Mais" - dir. Ismael Caneppele (2019)
- "Um Nota Um" - dir. Couple of Things (2019)
- "Faz Parar" - dir. Romy Pocztaruk e Livia Pasqual (2019)

### Video-álbum
- "CATTO + MÉLIÈS" - dir. Daguito Rodrigues e Filipe Catto (2018)

Dia 31 de maio de 2018, o cantor postou em seu canal oficial no Youtube um vídeo-álbum que reúne todas as canções de CATTO com reedições de filmes antigos do cineasta francês Georges Méliès. O projeto, dirigido pelo próprio cantor e por Daguito Rodrigues, pode ser conferido aqui.

## Lista de faixas
| N.º            | Título                   | Compositor(es)                    | Duração |  |
| 1.             | "Como Um Raio"           | Rômulo Fróes, Nuno Ramos          | 1:23    |  |
| 2.             | "Lua Deserta"            | Filipe Catto                      | 5:34    |  |
| 3.             | "Canção de Engate"       | Antônio Variações                 | 4:10    |  |
| 4.             | "Faz Parar"              | Rômulo Fróes, César Lacerda       | 4:12    |  |
| 5.             | "Só Por Ti"              | Filipe Catto, Zélia Duncan        | 3:51    |  |
| 6.             | "Um Nota Um"             | Bruno Capinan                     | 4:22    |  |
| 7.             | "Arco de Luz"            | Marina Lima, Antônio Cícero       | 3:05    |  |
| 8.             | "Torrente"               | Filipe Catto, Fabio Pinczowski    | 4:21    |  |
| 9.             | "É Sempre o Mesmo Lugar" | Rômulo Fróes, César Lacerda       | 3:49    |  |
| 10.            | "Eu Não Quero Mais"      | Igor de Carvalho, Juliano Holanda | 4:17    |  |
| Duração total: | Duração total:           | Duração total:                    | 39mins  |  |

## Turnê "O Nascimento de Vênus"
Depois de uma pré-estreia no Uruguai e duas pré-estreias em Portugal, a musicista inaugurou a turnê do disco (chamada "O Nascimento de Vênus Tour"), em três shows aclamados e esgotados no Sesc Vila Mariana, de São Paulo. A cantora foi chamada de "índio futurista e sereia cósmica" em resenha do site Música Estática.
A banda que iniciou a turnê era formada por Filipe Catto (vocal, guitarra e percussão), Felipe Puperi (guitarra e synths), DJ Jojo Lonestar (guitarra, synths e percussão), Michelle Abu (bateria e percussão) e Magno Vito (baixo e synths). Depois, passou a se apresentar em trio: Filipe Catto (vocal, guitarra e percussão), Felipe Puperi (guitarra e synths) e DJ Jojo Lonestar (guitarra, synths e percussão).
A turnê já passou por mais de 30 cidades de 7 países.
| Cidade                  | Local                           | Data                    |
| ----------------------- | ------------------------------- | ----------------------- |
| La Serena, Uruguai      | Festival Serenadas              | 03 de Janeiro de 2018   |
| Estarreja, Portugal     | Cine Teatro de Estarreja        | 20 de Janeiro de 2018   |
| Lisboa, Portugal        | O Apartamento                   | 23 de Janeiro de 2018   |
| São Paulo, SP           | Sesc Vila Mariana               | 02 de Fevereiro de 2018 |
| São Paulo, SP           | Sesc Vila Mariana               | 03 de Fevereiro de 2018 |
| São Paulo, SP           | Sesc Vila Mariana               | 04 de Fevereiro de 2018 |
| Austin, USA             | SxSW: Convention Center         | 12 de Março de 2018     |
| Austin, USA             | SxSW: Fogo de Chão Rooftop      | 13 de Março de 2018     |
| Austin, USA             | SxSW: Sheraton Backyard         | 14 de Março de 2018     |
| São Paulo, SP           | Apex Pocket Show                | 28 de Março de 2018     |
| São Paulo, SP           | Casa Natura Musical             | 12 de Abril de 2018     |
| Milão, Itália           | SpazioEdit - BeBrasilMilano     | 16 de Abril de 2018     |
| Milão, Itália           | Semana de Design de Milão       | 17 de Abril de 2018     |
| Osasco, SP              | Sesc Osasco                     | 19 de Abril de 2018     |
| São Paulo, SP           | CCBB (*part. Maria Gadú)        | 14 de Maio de 2018      |
| Belo Horizonte, MG      | CCBB (*part. Maria Gadú)        | 18 de Maio de 2018      |
| São Paulo, SP           | Varanda da Casa de Francisca    | 20 de Maio de 2018      |
| São Paulo, SP           | Sesc Belenzinho                 | 01 de Junho de 2018     |
| São Paulo, SP           | Sesc Belenzinho                 | 02 de Junho de 2018     |
| São Paulo, SP           | Sesc Belenzinho                 | 03 de Junho de 2018     |
| São Paulo, SP           | Sesc Pompéia                    | 08 de Junho de 2018     |
| São Paulo, SP           | Show no Inferninho (Secretinho) | 13 de Junho de 2018     |
| Garanhuns, PE           | FIG 2018 - Palco Principal      | 27 de Julho de 2018     |
| Rio de Janeiro, RJ      | Arcos da Lapa                   | 28 de Julho de 2018     |
| Almada, Portugal        | Festival O Sol da Caparica      | 16 de Agosto de 2018    |
| São Paulo, SP           | Mundo Pensante                  | 30 de Agosto de 2018    |
| São Paulo, SP           | Centro Cultural da Juventude    | 16 de Setembro de 2018  |
| Lajeado, RS             | Volúpia                         | 19 de Setembro de 2018  |
| Porto Alegre, RS        | POA Em Cena: Agulha             | 20 de Setembro de 2018  |
| Florianópolis, SC       | Balaio de Gato                  | 22 de Setembro de 2018  |
| Madrid, Espanha         | (show fechado)                  | 03 de Outubro de 2018   |
| Madrid, Espanha         | Casa de America                 | 06 de Outubro de 2018   |
| Madrid, Espanha         | (show fechado)                  | 07 de Outubro de 2018   |
| Belo Horizonte, MG      | Autêntica                       | 18 de Outubro de 2018   |
| São Paulo, SP           | Centro da Terra                 | 30 de Outubro de 2018   |
| São Paulo, SP           | Bona                            | 16 de Novembro de 2018  |
| Montevidéu, Uruguai     | Origami Music Fest              | 22 de Novembro de 2018  |
| Buenos Aires, Argentina | La Confitería                   | 23 de Novembro de 2018  |
| Buenos Aires, Argentina | Feliza                          | 24 de Novembro de 2018  |
| Rio de Janeiro, RJ      | Theatro Net Rio                 | 05 de Dezembro de 2018  |
| São Paulo, SP           | SIM 2018 - CCSP                 | 06 de Dezembro de 2018  |
| São Paulo, SP           | SIM 2018 - Teatro Brincante     | 07 de Dezembro de 2018  |
| Porto Alegre, RS        | Casa Manancial                  | 07 de Janeiro de 2019   |
| São Paulo, SP           | Sesc Santo Amaro                | 09 de Fevereiro de 2019 |
| Madrid, Espanha         | Matadero                        | 14 de Março de 2019     |
| Madrid, Espanha         | Basik Sessions                  | 16 de Março de 2019     |
| Rio de Janeiro, RJ      | SESI Centro                     | 10 de Abril de 2019     |
| Campos, RJ              | SESI Campos                     | 11 de Abril de 2019     |
| Macaé, RJ               | SESI Macaé                      | 12 de Abril de 2019     |
| Itaperuna, RJ           | SESI Itaperuna                  | 13 de Abril de 2019     |
| São Paulo, SP           | Sesc Itaquera                   | 18 de Abril de 2019     |
| Caxias, RJ              | SESI Caxias                     | 27 de Abril de 2019     |
| São Paulo, SP           | Casa Natura Musical             | 03 de Maio de 2019      |
| São Paulo, SP           | Virada Cultural de São Paulo    | 16 de Maio de 2019      |
| São Paulo, SP           | Festival Lula Livre             | 02 de Junho de 2019     |
| São Paulo, SP           | Bona                            | 20 de Junho de 2019     |
| São Paulo, SP           | Bona                            | 21 de Junho de 2019     |
| São Paulo, SP           | Ocupação 9 de Julho             | 30 de Junho de 2019     |
| Santos, SP              | Sesc Santos                     | 19 de Julho de 2019     |
| Philadelphia, USA       | Brazil Summerfest               | 25 de Julho de 2019     |
| Washington DC, USA      | Sofar Sounds                    | 28 de Julho de 2019     |
| New York, USA           | Poisson Rouge                   | 30 de Julho de 2019     |
| New York, USA           | Joe's Pub                       | 06 de Agosto de 2019    |
| São Paulo, SP           | Sesc Bom Retiro                 | 10 de Agosto de 2019    |
| São Paulo, SP           | Sesc Bom Retiro                 | 11 de Agosto de 2019    |
| Barcelona, Espanha      | Fnac                            | 06 de Setembro de 2019  |
| Barcelona, Espanha      | Dia de Brasil                   | 08 de Setembro de 2019  |
| Lisboa, Portugal        | Rua das Pretas                  | 19 de Setembro de 2019  |
| Vic, Espanha            | Mercat                          | 20 de Setembro de 2019  |
| Vitória, ES             | Praça Costa Pereira             | 05 de Outubro de 2019   |
| Salvador, BA            | Toca                            | 18 de Outubro de 2019   |
| Aracaju, SE             | Che Bar                         | 19 de Outubro de 2019   |
| Recife, PE              | Estelita                        | 20 de Outubro de 2019   |
| São Paulo', SP          | GQ Vozes, Tivoli Mofarrej       | 29 de Outubro de 2019   |
| Fortaleza, CE           | Dragão do Mar                   | 08 de Novembro de 2019  |
| Buenos Aires, ARG       | Casa Brandon                    | 13 de Novembro de 2019  |
| Montevidéu, URU         | Teatro Solis                    | 14 de Novembro de 2019  |
| Montevidéu, URU         | Splendido Hotel                 | 14 de Novembro de 2019  |
| Montevidéu, URU         | 11y11 Cafe                      | 14 de Novembro de 2019  |
| Buenos Aires, ARG       | Circe                           | 16 de Novembro de 2019  |
| São Paulo', SP          | Pardieiro: Mundo Pensante       | 30 de Novembro de 2019  |
| São Paulo', SP          | C.Cultural da Diversidade       | 07 de Dezembro de 2019  |
| São Paulo', SP          | C.Cultural da Penha             | 15 de Dezembro de 2019  |
| São Paulo', SP          | C.Cultural da Juventude         | 19 de Dezembro de 2019  |
| São Paulo', SP          | C.Cultural da Vila Formosa      | 21 de Dezembro de 2019  |
| La Serena', Uruguai     | Festival Serenadas              | 03 de Janeiro de 2020   |
| São Paulo, SP           | Bona Pinheiros                  | 11 de Janeiro de 2020   |
| São Paulo, SP           | Bona Pinheiros                  | 12 de Janeiro de 2020   |
| Recife, PE              | Praça do Arsenal                | 15 de Fevereiro de 2020 |
| São Paulo, SP           | SESC Pinheiros                  | 13 de Março de 2020     |

## Prêmios
- Top5 Virais Brasil do Spotify (Single "Eu Não Quero Mais")
- Melhor Cantor Alternativo - Prêmio Radiola 2017[26]
- Melhor Disco do Ano ("CATTO") - Popland/Correio da Bahia[27]
- Melhor Disco do Ano ("CATTO") - Central da MPB[11]
- Melhores Discos do Ano ("CATTO") - Napster[28]
- Melhores Discos do Ano ("CATTO") - Capuccino Pop[29]
- Melhores Discos do Ano ("CATTO") - 505 Indie[30]
- Melhores Discos do Ano ("CATTO") - Embrulhador[31]
- Melhores Discos do Ano ("CATTO") - Página Dois[32]
- Melhores Discos do Ano ("CATTO") - Audiograma[33]
- Melhores Discos do Ano ("CATTO") - Scream&Yell[34]
- Melhores Videoclipes de 2017 ("Lua Deserta"/2o)[35]
- Melhores Capas de 2017 ("CATTO") - Central da MPB[36]
- Melhores Capas de 2017 ("CATTO") - MultimodoBR[37]
- Melhores Singles do Ano ("Eu Não Quero Mais")[28]
- Melhores Músicas de 2017 ("Faz Parar")[38]
- 20 Melhores Singles do Ano ("Lua Deserta")[39]
- 50 Melhores Músicas de 2017 ("Eu Não Quero Mais")[33]
- 100 Melhores Músicas de 2017 ("Torrente") - Timbre[40]
- 100 Melhores Músicas de 2017 ("Canção de Engate") - Embrulhador[41]
- 50 Melhores Clipes de 2018 ("Canção de Engate") - Pipoca Moderna[77]
- 50 Melhores Clipes de 2018 ("Canção de Engate") - MultimodoBR[78]
- Melhores Clipes de 2019 ("Eu Não Quero Mais") - Hits Perdidos[42]

## Créditos
- Filipe Catto (composição, vocais, fotos, direção de arte, design gráfico, ilustrações)
- Felipe Puperi (produção, guitarras, teclados, synths, programações, arranjos)
- Michelle Abu (bateria, percussão)
- Fábio Sá (baixo)
- Pedro Sá (guitarra em "Faz Parar")
- Jonas Moncaio (violoncelo)
- Gilberto Paganni (viola)
- Davi Graton (violino)
- Tiago Paganni (violino)
- Tiago Abrahão (mixagem)
- Brian Lucey (masterização)
- Lorena Dini (fotos)
- Isadora Gallas (figurino)
- Tami Costa (maquiagem)
- Juliana Robin (grafismos e molduras)
- Zélia Duncan (vocais, compositor)
- Fábio Pinczowski (compositor)